# جيمس س. وانغ
جيمس س. وانغ (بالصينية: 王倬) هو أحيائي أمريكي، ولد في 18 نوفمبر 1936 في جيانغسو في الصين.